# 大西洋卢瓦尔省
大西洋卢瓦尔省（法語：Loire-Atlantique，法語發音：[lwaʁ atlɑ̃tik] ⓘ），又称大西洋岸卢瓦尔省，是法国西部的一个省份，以卢瓦尔河和大西洋命名，属于卢瓦尔河地区大区，省会为南特，副省会为圣纳泽尔和沙托布里扬。其省域面积为6809平方公里，2022年1月1日时人口数量为1,473,156人，排在法国省份第12位。

## 名称
“大西洋卢瓦尔省”一名包括其境内的大西洋和卢瓦尔河两个地理事物。
该省建成初期曾被命名为“下卢瓦尔省”（Loire inférieure），后因“下”一词在法语中含有贬义，当地政府申请更名，新的官方名称“大西洋卢瓦尔省”于1957年3月9日正式启用。
因翻译标准不同，“大西洋卢瓦尔省”在一些汉语文献中又被翻译为“大西洋岸卢瓦尔省”或“卢瓦尔-大西洋省”。

## 历史

### 建省
大西洋卢瓦尔省所处的大部分区域在历史上是布列塔尼公国的一部分，1532年布列塔尼并入法兰西后成为布列塔尼行省的一部分。法国大革命期间，行省制度被废弃，国民制宪议会于1789年12月颁布《法国分省方案》，将法国本土划为83个省，其中下卢瓦尔省自1790年3月4日成立，包括225个堂区，其中215个来自布列塔尼、9个来自布列塔尼-普瓦图边境区、1个来自布列塔尼-安茹边境区。

### 辖区
下卢瓦尔省在建立之初包括9个专区：昂斯尼专区、布兰专区、沙托布里扬专区、克利松专区、盖朗德专区、马什库勒专区、南特专区、潘伯夫专区和萨沃奈专区。
1800年，法国的“专区”被“区”代替，下卢瓦尔省的9个专区被整合成为了五个区：昂斯尼区、沙托布里扬区、南特区、潘伯夫区和萨沃奈区。
1868年，萨沃奈区行政中心迁至圣纳泽尔，其辖区随之更名。
1926年，潘伯夫区和昂斯尼区被撤销，而昂斯尼区于1943年复建。
2017年，沙托布里扬区和昂斯尼区合并成为沙托布里扬-昂斯尼区，区府设至沙托布里扬。

### 市镇调整
2015年，卢瓦尔河畔勒弗雷讷由大西洋卢瓦尔省划至曼恩-卢瓦尔省。
2018年，弗雷涅由曼恩-卢瓦尔省划至大西洋卢瓦尔省，并成为瓦隆德莱德尔的一部分。

### 大西洋卢瓦尔省与布列塔尼
由于大西洋卢瓦尔省历史上长期归属于布列塔尼，故当地部分民众和议员认为该省应划入布列塔尼大区。

## 地理
大西洋卢瓦尔省位于法国西部，是卢瓦尔河地区的一部分。与大西洋卢瓦尔省接壤的省份包括：旺代省、曼恩-卢瓦尔省、伊勒-维莱讷省、莫尔比昂省。

### 地形
大西洋卢瓦尔省整体位于卢瓦尔河下游冲积平原上，境内大部分区域地形平坦，北侧少量区域略有起伏。境内最低处为大西洋海平面，最高处则位于北侧的费尔塞境内，海拔116米。

### 地质
大西洋卢瓦尔省北侧地区位于古阿摩里卡丘陵地带，当地的基岩以片岩为主；卢瓦尔河口则在中新世以前为一片海域，地质史上称其为法朗海，现代是法国本土最大的冲积平原之一，其地表主要覆盖有现代河流冲积物

### 水文
法国第一长河卢瓦尔河由此汇入大西洋，大西洋卢瓦尔省境内多数区域属于卢瓦尔河流域，除干流外，流经其境内的主要河流还有左岸的南特塞夫勒河、阿什诺河，右岸的埃德尔河、阿夫尔河等。
大西洋卢瓦尔省内有多处湖泊，其中面积最大的是格朗略湖，沿岸为重要的湿地保护区；沿海地区则多形成滩涂，卢瓦尔河口北岸有大片盐场，盖朗德即因产盐而闻名。

### 气候
大西洋卢瓦尔省在柯本气候分类法中属于温带海洋性气候，全年温差较小，降水分布均匀。
| 南特1981年－2019年  | 南特1981年－2019年 | 南特1981年－2019年 | 南特1981年－2019年 | 南特1981年－2019年 | 南特1981年－2019年 | 南特1981年－2019年 | 南特1981年－2019年 | 南特1981年－2019年 | 南特1981年－2019年 | 南特1981年－2019年 | 南特1981年－2019年 | 南特1981年－2019年 | 南特1981年－2019年 |
| 月份                | 1月                | 2月                | 3月                | 4月                | 5月                | 6月                | 7月                | 8月                | 9月                | 10月               | 11月               | 12月               | 全年               |
| ------------------- | ------------------ | ------------------ | ------------------ | ------------------ | ------------------ | ------------------ | ------------------ | ------------------ | ------------------ | ------------------ | ------------------ | ------------------ | ------------------ |
| 历史最高温 °C（°F） | 18.2 (64.8)        | 22.6 (72.7)        | 23.8 (74.8)        | 28.3 (82.9)        | 32.8 (91.0)        | 38.6 (101.5)       | 40.3 (104.5)       | 39.2 (102.6)       | 34.3 (93.7)        | 30.2 (86.4)        | 21.8 (71.2)        | 18.4 (65.1)        | 40.3 (104.5)       |
| 平均高温 °C（°F）   | 9 (48)             | 9.9 (49.8)         | 13 (55)            | 15.5 (59.9)        | 19.2 (66.6)        | 22.7 (72.9)        | 24.8 (76.6)        | 25 (77)            | 22.1 (71.8)        | 17.5 (63.5)        | 12.4 (54.3)        | 9.3 (48.7)         | 16.7 (62.1)        |
| 日均气温 °C（°F）   | 6 (43)             | 6.4 (43.5)         | 8.9 (48.0)         | 11 (52)            | 14.5 (58.1)        | 17.6 (63.7)        | 19.6 (67.3)        | 19.6 (67.3)        | 17 (63)            | 13.5 (56.3)        | 9 (48)             | 6.3 (43.3)         | 12.5 (54.5)        |
| 平均低温 °C（°F）   | 3.1 (37.6)         | 2.9 (37.2)         | 4.8 (40.6)         | 6.4 (43.5)         | 9.9 (49.8)         | 12.6 (54.7)        | 14.4 (57.9)        | 14.2 (57.6)        | 11.9 (53.4)        | 9.4 (48.9)         | 5.7 (42.3)         | 3.4 (38.1)         | 8.2 (46.8)         |
| 历史最低温 °C（°F） | −13 (9)            | −15.6 (3.9)        | −9.6 (14.7)        | −3 (27)            | −1.5 (29.3)        | 3.8 (38.8)         | 5.8 (42.4)         | 5.6 (42.1)         | 2.8 (37.0)         | −3.3 (26.1)        | −6.8 (19.8)        | −10.8 (12.6)       | −15.6 (3.9)        |
| 平均降水量 mm（）   | 86.4 (3.40)        | 69 (2.7)           | 60.9 (2.40)        | 61.4 (2.42)        | 66.2 (2.61)        | 43.4 (1.71)        | 45.9 (1.81)        | 44.1 (1.74)        | 62.9 (2.48)        | 92.8 (3.65)        | 89.7 (3.53)        | 96.8 (3.81)        | 819.5 (32.26)      |
| 月均日照時數        | 73.2               | 97.3               | 141.3              | 169.8              | 189                | 206.5              | 213.7              | 226.8              | 193.8              | 118.2              | 85.8               | 76.1               | 1,791.5            |
| 来源：infoclimat.fr |                    |                    |                    |                    |                    |                    |                    |                    |                    |                    |                    |                    |                    |

## 人口
2019年，大西洋卢瓦尔市镇人口数量为1,429,272，在法国排名第12位。其中外籍人口数量为44,745人，总人口密度为265人/平方公里。
| 卢瓦尔大西洋省1901年－2019年人口变化情况 |
|                                          |
| 数据来源：Cassini、INSEE                 |

在人口分布方面，省会南特是法国人口数量第六多的市镇，而省内近半数人口分布在南特都会区内。

## 交通

### 铁路
大西洋卢瓦尔省境内有多条铁路线，包括图尔－圣纳泽尔铁路、圣纳泽尔－勒克鲁瓦西克铁路、萨沃奈－朗迪维肖铁路、南特－桑特铁路、南特－沙托布里扬铁路和南特－永河畔拉罗什铁路等。

### 航空
南特机场是法国西部的一个航空枢纽，开行前往法国东部、南部主要城市及欧洲、北非部分城市的古典航班。
因南特机场面积较小，当地政府曾计划在南特西北部的荒地圣母镇修建新机场，但该计划遭到当地居民的强烈反对。

### 水运
圣纳泽尔是法国大西洋沿岸的一个重要港口。南特下游的卢瓦尔河可供航运。

### 城市公共交通
南特是法国城市公共交通的先驱，南特有轨电车是法国首个现代城市有轨电车系统，此外南特市区有近百条各类公交线路，路网覆盖了其都会区内的主要市镇。
圣纳泽尔、盖朗德亦有城市公共交通系统。

## 政治
| 大西洋卢瓦尔省历届省长 | 大西洋卢瓦尔省历届省长 | 大西洋卢瓦尔省历届省长                                        |
| 上任日期               | 卸任日期               | 省长                                                          |
| ---------------------- | ---------------------- | ------------------------------------------------------------- |
| 1962年4月25日          | 1966年12月28日         | Christian Lobut 克里斯蒂安·洛比                               |
| 1966年12月28日         | 1971年8月18日          | Jean-Émile Vié 让-埃米尔·维耶                                 |
| 1971年8月18日          | 1973年12月11日         | Michel Grollemund 米歇尔·格勒蒙德                             |
| 1973年12月11日         | 1976年8月30日          | Paul Camous 保罗·卡穆斯                                       |
| 1976年9月10日          | 1978年4月11日          | Philippe Mestre 菲利普·梅斯特                                 |
| 1978年4月27日          | 1981年7月30日          | Bernard Couzier 贝尔纳·库齐耶                                 |
| 1981年8月7日           | 1984年8月2日           | Henri Baudequin 亨利·博德坎                                   |
| 1984年7月3日           | 1985年3月8日           | Pierre Rouvière 皮埃尔·鲁维埃                                 |
| 1985年3月27日          | 1986年9月24日          | Jean Chevance 让·舍旺斯                                       |
| 1986年10月17日         | 1989年7月19日          | Jacques Monestier 雅克·莫内斯捷                               |
| 1989年7月19日          | 1995年10月4日          | Alain Ohrel 阿兰·奥雷尔                                       |
| 1995年10月4日          | 1997年10月29日         | Charles-Noël Hardy 夏尔-诺埃尔·阿迪                           |
| 1997年11月             | 2002年7月31日          | Michel Blangy 米歇尔·布朗日                                   |
| 2002年7月31日          | 2007年6月21日          | Bernard Boucault 贝尔纳·布科                                  |
| 2007年6月21日          | 2009年7月3日           | Bernard Hagelsteen 贝尔纳·哈格尔斯滕                          |
| 2009年7月3日           | 2012年5月24日          | Jean Daubigny 让·多比尼                                       |
| 2012年5月31日          | 2014年5月26日          | Christian Galliard de Lavernée 克里斯蒂安·加利亚尔·德拉韦尔内 |
| 2014年5月30日          | 2017年2月15日          | Henri-Michel Comet 亨利-米歇尔·科梅                           |
| 2017年3月6日           | 2018年11月1日          | Nicole Klein 妮科尔·克莱因                                    |
| 2018年11月7日          | 2020年8月23日          | Claude d'Harcourt 克洛德·达尔古                               |
| 2020年8月24日 -        |                        | Didier Martin 迪迪埃·马丁                                     |